# ورزشگاه ملی مرکز ورزش‌ها
ورزشگاه ملی مرکز ورزش‌ها (به انگلیسی: National Sports Center) با ظرفیت ۱۲٬۰۰۰ نفر در شهر بلاین ایالت مینه‌سوتا واقع شده‌است و دارای زمین چمن می‌باشد.